# Indian Springs (Nevada)
Indian Springs é uma Região censo-designada localizada no estado americano de Nevada, no Condado de Clark.

## Demografia
Segundo o censo americano de 2000, a sua população era de 1302 habitantes.

## Geografia
De acordo com o United States Census Bureau tem uma área de 49,3 km², dos quais 49,3 km² cobertos por terra e 0,0 km² cobertos por água. Indian Springs localiza-se a aproximadamente 966 m acima do nível do mar.

## Localidades na vizinhança
O diagrama seguinte representa as localidades num raio de 60 km ao redor de Indian Springs.